# ۸۵۵ (قمری)
۸۵۵ (قمری)، هشتصد و پنجاه و پنجمین سال در گاهشماری هجری قمری است. اول محرم این سال برابر با دوازدهم فوریه سال ۱۴۵۱ میلادی است.